# Grosbois-lès-Tichey
Grosbois-lès-Tichey è un comune francese di 70 abitanti situato nel dipartimento della Côte-d'Or nella regione della Borgogna-Franca Contea.

## Società

### Evoluzione demografica
Abitanti censiti